# Софт Машин
„Софт Машин“ (на английски: Soft Machine) е английска рок група.
Създадена през 1966 година в Кентърбъри, тя бързо става една от водещите групи в града, както и един от пионерите на британската психеделична музика. През следващите години групата многократно сменя състава си, като се ориентира към прогресив рок и джаз рок, а след 1971 година изпълнява само инструментална музика. Макар да няма голям търговски успех, тя оказва силно влияние върху развитието на британската рок музика.